# Боголюбовка (Стерлітамацький район)
Боголю́бовка (рос. Боголюбовка, башк. Боголюбовка) — присілок у складі Стерлітамацького району Башкортостану, Росія. Входить до складу Константиноградовської сільської ради.
Населення — 174 особи (2010; 168 в 2002).
Національний склад:
- росіяни — 67%